# Hankineser

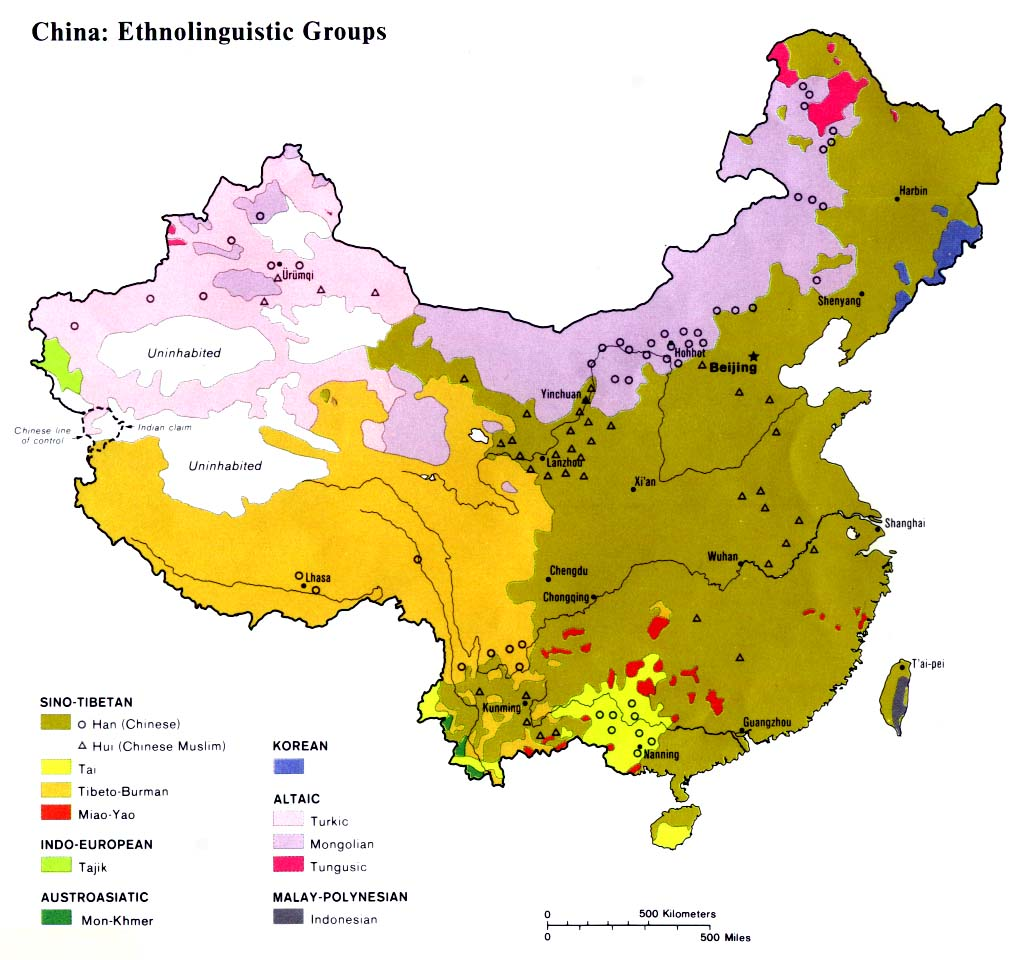
Engelskspråkig karta över etno-lingvistiska grupper i Kina. I det olivfärgade området är hankineser i majoritet. De flesta historiska dynastier har haft sina geografiska gränser inom detta område.

Hankineser (förenklad kinesiska: 汉; traditionell kinesiska: 漢; pinyin: hàn) är benämningen på den dominerande etniska gruppen i Kina, som omfattar mellan 90 och 95 procent av befolkningen. Det gör den också till världens största folkgrupp, omfattande nästan en femtedel av jordens totala befolkning.
Termen används för att särskilja majoriteten av kineser från de andra 55 officiella etniska grupperna som finns i Kina. Namnet kommer från handynastin, som styrde landet från 206 f.Kr till 220 e.Kr. Än idag kallar många kineser sig själv 汉人 (hànrén, "hanpersoner"). Termen hankines används ibland synonymt med kines. 
Inom gruppen hankineser ryms många olika genetiskt, kulturellt och språkligt åtskilda grupper. Skillnaderna mellan olika grupper kan vara minst lika stora som den mellan olika europeiska nationaliteter. Hankineser talar många olika varianter av kinesiska, och även om dessa allmänt benämns dialekter, så är skillnaderna mellan dem lika stor som hos många enskilda språk. Kulturella skillnader i fråga om mat, klädsel och traditioner är minst lika varierade. Genom Kinas historia finns många exempel på konflikter och regelrätta krig mellan olika grupper av hankineser.
Dessa olikheter har däremot inte cementerat någon etnisk separatism inom gruppen, inte heller har olikheterna inom religiösa och politiska uppfattningar förstärkt regionala olikheter. Snarare har det, speciellt i modern tid, funnits en allmän uppfattning om att de motsättningar som funnits bör tonas ner och de som funnits betraktas ofta som obetydliga och ytliga.
En starkt enande faktor är det kinesiska skriftspråket. Trots stora skillnader i de talade varianterna, uttrycker skriven kinesiska författarens regionala språk ytterst lite och dialekter har sällan varit verktyg för regional separatism eller nationalism. Skriftspråkets riksnorm innebär att en tidning utgiven i Peking kan läsas och förstås i Shanghai eller Hongkong, även om invånare i dessa städer inte nödvändigtvis skulle förstå varandras talspråk. Det finns exempelvis mycket lite specifik kanton- eller hakkalitteratur, eftersom dialektala eller regionala egenheter inte uppmuntrats i skrift. Det är möjligt att krydda texter med lokalt språkbruk, slang, folkvisor med mera, men även detta görs relativt sparsamt även om en viss lättnad i standardiseringsivern kan skönjas i modern litteratur, drama och film.